# Lista chorążych wspólnej reprezentacji na igrzyskach olimpijskich
Lista chorążych reprezentacji Wspólnoty Niepodległych Państw na igrzyskach olimpijskich – lista zawodników i zawodniczek wspólnej reprezentacji, którzy podczas ceremonii otwarcia nowożytnych igrzysk olimpijskich nieśli flagę narodową.

## Chronologiczna lista chorążych
| Lp. | Rok i miejsce     | Chorąży             | Dyscyplina |
| --- | ----------------- | ------------------- | ---------- |
| 1   | 1992, Albertville | Walerij Miedwiedcew | biathlon   |
| 2   | 1992, Barcelona   | Aleksandr Karielin  | zapasy     |